# Palmscher Bau

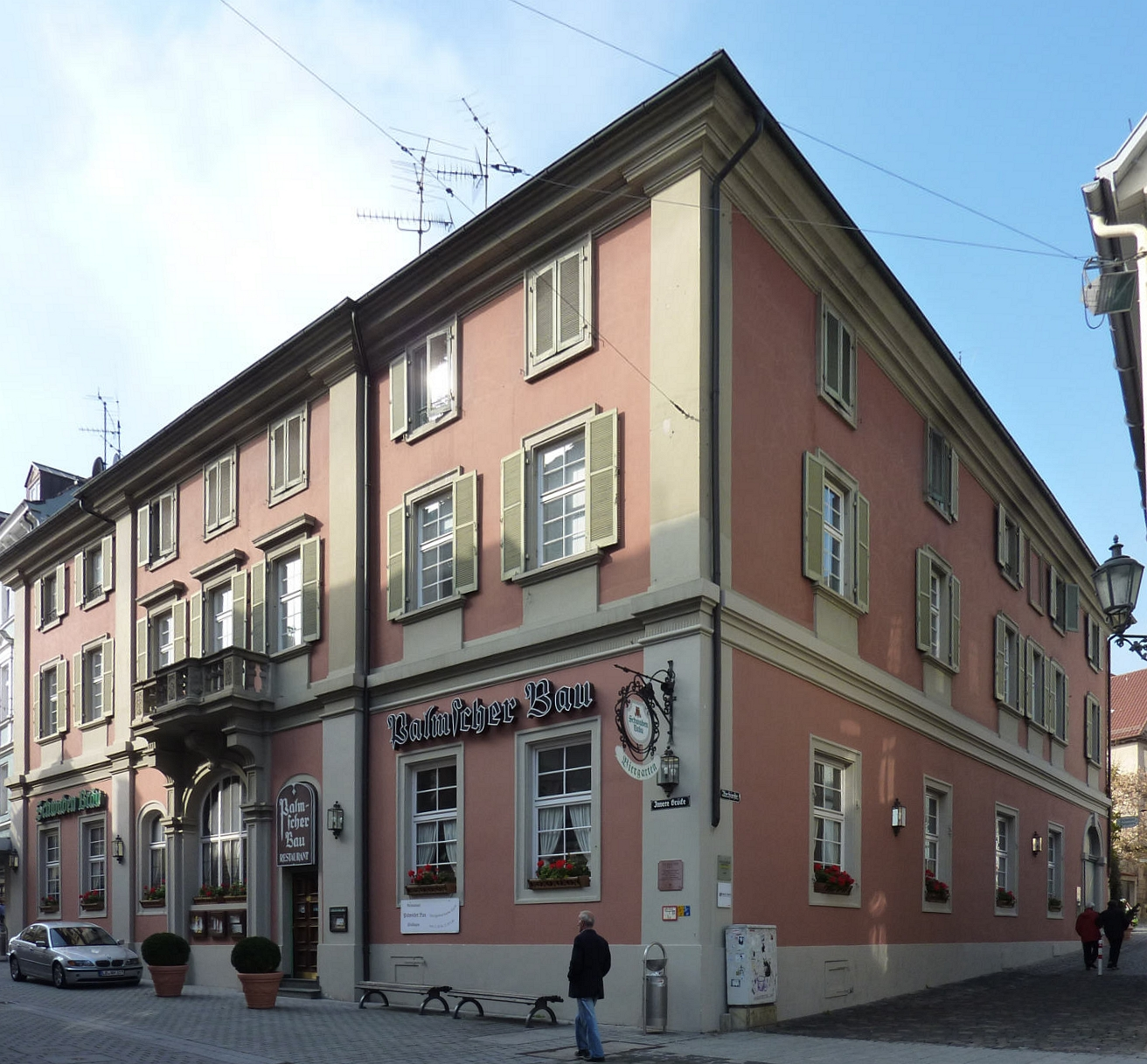
Der Palmsche Bau 2011

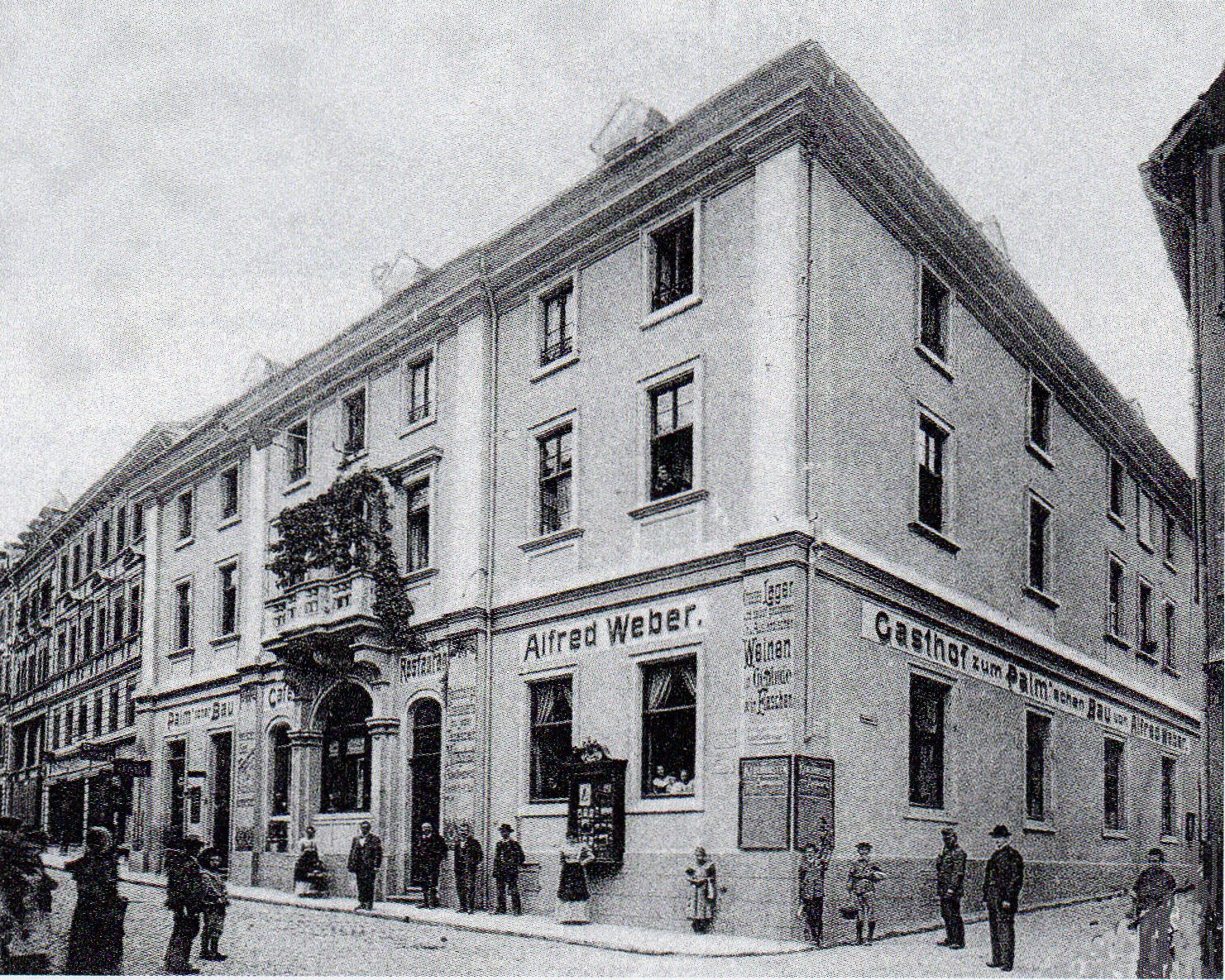
… und um 1900

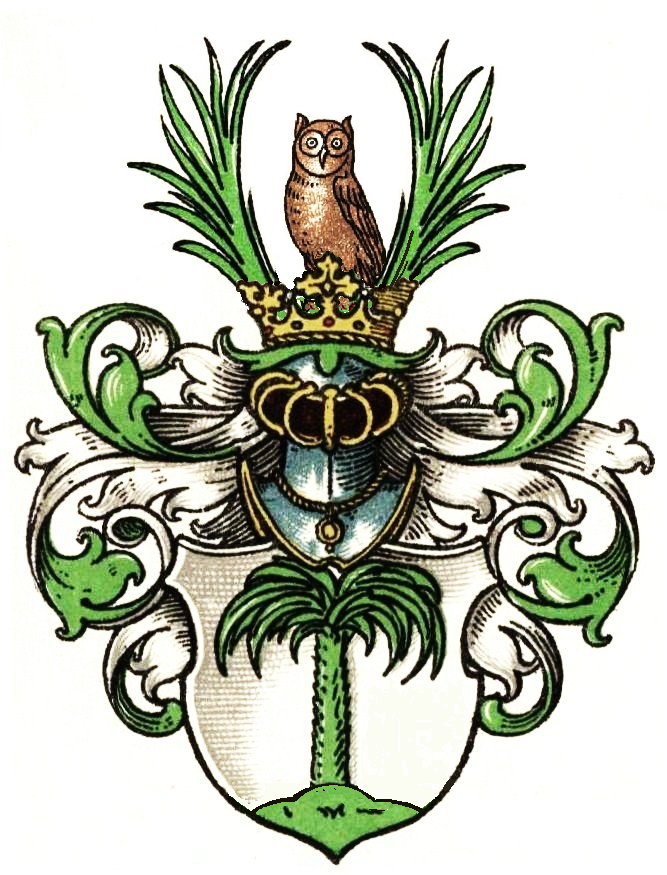
Wappen derer von Palm

Der Palmsche Bau, auch Unterer Palmscher Bau genannt, in der Inneren Brücke 2 in Esslingen am Neckar ist ein ehemaliges Stadtpalais der Familie von Palm im Stil der Spätrenaissance, das heute gastronomisch genutzt wird.

## Geschichte
Im Jahr 1701 vernichtete ein Brand zahlreiche Gebäude in Esslingen, so auch die Bauwerke auf den vier Parzellen, auf denen der Palmsche Bau dann in den Jahren 1708 bis 1711 errichtet wurde. Bauherr war Reichsritter Jonathan von Palm (1671–1740), der zwischen 1689 und 1719 in Wien im Juwelen- und Bankgeschäft tätig war, aber aus Esslingen stammte. Er ließ nach Plänen von Johann Jakob Börel und Peter Jochum ein ganz aus Stein gebautes Palais errichten, das damals das größte und am aufwändigsten ausgestattete private Wohngebäude der Stadt war. Zu dem Bauwerk gehörte auch der rückwärtige Lustgarten im Bereich der alten Stadtmauer. Eine Figurennische zeugt noch von dieser Verwendung des heutigen Biergartens. Zwei dorische Säulen mit Konsolen tragen an der Straßenseite einen Balkon.
Hinter dem Eingang zum Palmschen Bau befand sich zu Palms Zeit ein Vestibül, auf das ein Vorsaal und dann ein Saal im Zentrum des Gebäudes folgte. Teilweise erhalten geblieben sind im Inneren des Hauses das Treppenhaus mit seinen originalen Brüstungsgittern sowie die Raumanordnung im ersten Obergeschoss mit den Ofentüren, die zur Beheizung der Zimmer vom Gang aus nötig waren.
Das Haus war ab 1719 der Wohnsitz der Familie von Palm. Später war hier die Thurn- und Taxissche Postverwaltung untergebracht. 1862 wurde die Dingliche Schildwirtschaftsgerechtigkeit erteilt.
1886 zog der Fotograf Karl Liebhardt mit seiner Familie in den Palmschen Bau, wo er auch sein Fotoatelier einrichtete. Vorher hatte er in dem Haus Innere Brücke 7 gearbeitet. Das Atelier im Palmschen Bau ging um 1899 in die Hände von Karl Beck und wenig später in die Hugo Mezgers über; Liebhardt hatte 1897 das Haus Wehrneckarstraße 2 (heute: Wehrneckarstraße 27) gekauft.